# Edmund Forster
Edmund Forster (3. září 1878 Mnichov – 11. září 1933 Greifswald) byl německým psychiatrem a neurologem.
Byl jedním z ošetřujících lékařů, kteří se na konci I. světové války starali o Adolfa Hitlera. Ten byl po bitvě u belgického města Ypry dočasně slepý následkem bojového otravného plynu. Slavným se stal svým ústním prohlášením z roku 1918, že Hitler se bude muset léčit z hysterických symptomů. Toto prohlášení však bývá historiky zabývajícími se dějinami lékařství zpochybňováno.